# 莊綸渭
莊綸渭（1713年3月24日—1774年5月17日，康熙五十二年二月二十八日－乾隆三十九年四月初八日），字對樵，號葦塘。江蘇省常州府武進縣（今屬常州市）人，清朝政治人物、詩人。

## 生平
乾隆三年（1738年）戊午科江南鄉試舉人。
乾隆七年（1742年）壬戌科第三甲第二十五名同進士出身。考補咸安宮教習。
十二年（1747年），補授浙江湖州府武康縣知縣，充丁卯科浙江鄉試同考官。以擅長聽審斷案知名。
十五年（1750年），充庚午科浙江鄉試同考官。
十六年（1751年）十一月二十五日，敕授文林郎。
十八年（1753年），改浙江寧波府定海縣知縣。定海孤懸海上，不設鹽場，秀、岱二山尤其窮絕，沒有出產稻米，居民以漁、鹽維生，縣城農民多以鹽換取米，有商人覬覦其中利益，賄賂上層取得執照、以二千兩銀收購六十多萬斤鹽，綸渭認為會導致「盡弛農民為竈丁、化膏腴為赤滷，而群不逞之徒四集，胥吏搜緝為暴而刮土堤、薄海潮衝溢，其害不可勝言」，力請禁止，定海居民感謝而為綸渭立生祠、作碑記頌功德。
二十三年（1758年），遷甘肅慶陽府寧州知州。有紅毛夷人賄贈大珠六顆，綸渭堅拒，說：「勿使夷人視中國官長謂可貨取也。」到任三個月即因病回籍調養。
二十六年（1761年），署理紹興府上虞縣知縣。
二十八年（1763年），復任定海縣知縣。以乞養歸鄉。
乾隆三十九年（1774年）四月卒，年六十二歲。

## 著作
- 《問義軒詩鈔》二卷
- 《剩草》一卷

## 家庭及關連
莊綸渭屬毗陵莊氏第十四世。
- 父：莊柏承（1687年－1772年），康熙五十三年舉人，雍正五年明通榜，官湖南知縣。
- 母：董氏。
- 綸渭排行第二，另有一兄一弟：
  - 莊繹思（1711年－1732年）。
  - 莊湘衡（1723年－1792年），監生。

### 妻妾
- 正室：曹氏，乾隆十六年十一月敕封孺人。
- 無側室。

### 子女
有二子一女。
- 長子：莊世駿。
- 次子：莊魯曾，早卒。
- 女，適浙江仁和金三俊（廣東電茂場鹽大使）。